# Sombreffe
Sombreffe (in vallone Sombrefe) è un comune belga di 7 732 abitanti situato nella provincia vallona di Namur.